# Ogniokryw czarnoczerwony
Ogniokryw czarnoczerwony (Pyropterus nigroruber) – gatunek chrząszcza z rodziny karmazynkowatych i podrodziny Erotinae. Występuje w północnej Eurazji. Larwy są saproksylofagami i rozwijają się w butwiejącym drewnie.

## Opis
Chrząszcz o ciele długości od 7 do 10 mm. Ubarwiony czarno lub czarnobrunatnie z ceglastoczerwonymi pokrywami, a niekiedy z czerwonawymi brzegami przedplecza. Ciało porasta owłosienie barwy żółtawej, rudej, brunatnej bądź czarnej, przy czym włoski na pokrywach są rude. Krótką, silnie pochyloną głowę cechuje mocno owłosiona warga górna. Powierzchnia trapezowatego przedplecza podzielona jest listewkami na pięć poletek, z których środkowe jest duże i eliptyczne. Czasem na środku owego poletka występuje jeszcze ostra listewka. Tarczka ma kształt językowaty i wcięcie na tylnej krawędzi. Na pokrywach występują po 4 silnie wyniesione żeberka główne, a między nimi po jednym rzędzie komórek. Samica od samca różni się krótszymi czułkami o szerszych członach.
Larwa ma rudobrunatne ciało z żółtawymi pleurytami, sternitami, odnóżami i przydatkami gębowymi. Przez tergity tułowia i odwłoka biegnie jasna bruzda. Cały oskórek pokrywa delikatna siateczka z drobnych, cztero- i pięciokątnych wgłębień. Głowa jest mała, wyposażona w jednoczłonowe czułki. Boczne jej skleryty mają po dwie szczecinki i nie są zlane z puszką głowową. Pieńki szczęk zrośnięte są w brzuszną płytkę, która ma szczecinkę w okolicy kątów przednio-bocznych. Mala jest niewielka, a głaszczki trójczłonowe. Tergity odwłokowe, jak i tułowiowe są podzielone na dwie części. Sternity tułowiowe są trójkątno-owalne, a odwłokowe poprzecznie prostokątne. Larwę tę można odróżnić od innych larw polskich karmazynkowatych po płytko na szczycie wciętym i pozbawionym urogomf dziewiątym tergicie odwłoka.
Poczwarka ma białe, pozbawione szczecin ciało i długie kolce w szczytowych częściach długich urogomf.

## Biologia i występowanie
Larwy przechodzą swój 2–3-letni rozwój w wilgotnym, butwiejącym drewnie drzew liściastych i iglastych. Odżywiają się fermentującym płynem powstającym w wyniku jego rozkładu. Przepoczwarczają się wiosną w miejscu żerowania. Owady dorosłe spotyka się od maja do sierpnia. Siadają na spróchniałych pniakach, krzewach i kwiatach selerowatych
Gatunek ten występuje na terenach nizinnych i górzystych północnej Eurazji. Rozprzestrzeniony jest od zachodnich krańców Europy przez Syberię po Sachalin, Wyspy Kurylskie, Koreę i Japonię. W Polsce jest spotykany na obszarze niemal całego kraju, z wyjątkiem wyższych partii górskich.